# François de Meez
François de Meez (Francia, 1380/1390 – Ginevra, 7 marzo 1444) è stato uno pseudocardinale francese.

## Biografia
Nacque in Francia tra il 1380 ed il 1390.
L'antipapa Felice V lo elevò al rango di cardinale nel concistoro del 2 ottobre 1440.
Morì il 7 marzo 1444 a Ginevra.